# Vittorio Bellentani
Vittorio Uccilto Giuseppe Maria Bellentani (11 mars 1906 à Modène - 26 mars 1968 à Modène) était un ingénieur automobile et un pilote de course italien.

## Biographie
Vittorio Bellentani a fait ses études à l'université de Fribourg-en-Brisgau. Il a travaillé pour Auto Avio Costruzioni 815 (1940-46) puis pour Maserati (1950-55), où il développa la Maserati A6GCM 1952 ; A6SSG 1954), et la Maserati 250F qui avait été initiée par Gioachino Colombo qui avait quitté la société. 
Bellentani continuera comme consultant pour Ferrari (1956 - 1963) sur les projets de la Ferrari 412S (1957) et de la Ferrarina 1-litre (1962). 
Il a aussi travaillé pour la société Bellentani Riccardo Modena (B.R.M.) de 1955 à 1957, qu'il avait constitué avec son frère Riccardo Bellentani. B.R.M. était impliquée dans les moteurs deux temps.